# Let Lionair 602
Let Lionair 602 byl pravidelný letecký spoj společnosti Lionair mezi Jápané a Kolombem. Letadlo typu Antonov An-24 se již dvacet minut po startu zřítilo do Mannárského zálivu. Letadlo bylo sestřeleno MANPADSem patřící teroristické organizaci Tygři osvobození tamilského Ílamu, která se k sestřelení přihlásila. Všech 55 osob na palubě zahynulo.